# 馬卡沃 (夏威夷州)
馬卡沃（英語：Makawao）是位於美國夏威夷州茂宜縣的一個人口普查指定地區。

## 地理
馬卡沃的座標為20°51′13″N 156°19′01″W / 20.85361°N 156.31694°W，而該地最高點為海拔高度481米（即1578英尺）。

## 人口
根據2010年美國人口普查的數據，馬卡沃的面積為9.00平方千米，均為陸地。當地共有人口7184人，而人口密度為每平方千米798.22人。